# مسجد جابان أوغلي
 مسجد جابان أوغلي هو مسجد في يوزغات في الأناضول، تركيا.
النمط المعماري للمسجد متأثر بالأنماط المعمارية الأوروبية وقد شيد في جزأين، الجزء الأول شيد من قبل مصطفى أحمد باشا في عام 1779 ، والجزء الثاني في 1794/95 من قبل أخيه سليمان.